# Afrikanska mästerskapet i fotboll 1957
Afrikanska mästerskapet i fotboll 1957 var den första upplagan av afrikanska mästerskapet i fotboll. Turneringen spelades i Sudan, och tre lag deltog: Egypten, Sudan, och Etiopien. Sydafrika var också inbjudna, men diskvalificerades när man inte skickade spelare av olika hudfärg på grund av sin dåvarande apartheidpolitik.
Etiopien gick då direkt vidare till finalen; och på Stade Municipal i Khartoum vann Egypten mot hemmalaget med 2–1. 
I finalen vann Egypten med 4–0 mot Etiopien, och alla fyra mål gjordes av Ad-Diba, som avslutade turneringen som skyttekung med fem av de sju mål som gjordes i turneringen. Bara två matcher spelades.

## Semifinaler
|           | 10 februari 1957 | Sudan             | 1 – 2           | Egypten                             | Municipal Stadium                                         |                                                           |
| 18:30 UTC | 18:30 UTC        | Seddik Manzul 58′ | (0 – 1) Rapport | 21′ (str.) Raafat Ateya 72′ Ad-Diba | Khartoum Publik: 30 000 Domare: Gebeyehu Doube (Etiopien) | Khartoum Publik: 30 000 Domare: Gebeyehu Doube (Etiopien) |
| 18:30 UTC | 18:30 UTC        |                   |                 |                                     | Khartoum Publik: 30 000 Domare: Gebeyehu Doube (Etiopien) | Khartoum Publik: 30 000 Domare: Gebeyehu Doube (Etiopien) |
| 18:30 UTC | 18:30 UTC        |                   |                 |                                     | Khartoum Publik: 30 000 Domare: Gebeyehu Doube (Etiopien) | Khartoum Publik: 30 000 Domare: Gebeyehu Doube (Etiopien) |

|  | 10 februari 1957 | Etiopien | W/O | Sydafrika | Municipal Stadium, Khartoum |  |
|  |                  |          |     |           |                             |  |
|  |                  |          |     |           |                             |  |
|  |                  |          |     |           |                             |  |

## Final
|           | 16 februari 1957 | Egypten                  | 4 – 0           | Etiopien | Municipal Stadium                                        |                                                          |
| 18:30 UTC | 18:30 UTC        | Ad-Diba 2′, 7′, 68′, 89′ | (2 – 0) Rapport |          | Khartoum Publik: 30 000 Domare: Mohammed Youssef (Sudan) | Khartoum Publik: 30 000 Domare: Mohammed Youssef (Sudan) |
| 18:30 UTC | 18:30 UTC        |                          |                 |          | Khartoum Publik: 30 000 Domare: Mohammed Youssef (Sudan) | Khartoum Publik: 30 000 Domare: Mohammed Youssef (Sudan) |
| 18:30 UTC | 18:30 UTC        |                          |                 |          | Khartoum Publik: 30 000 Domare: Mohammed Youssef (Sudan) | Khartoum Publik: 30 000 Domare: Mohammed Youssef (Sudan) |